# M46巴頓坦克
M46是第二次世界大戰後美國第一種研製的中型坦克，也是第一代巴頓系列的坦克，设计用来取代M26潘兴和M4谢尔曼。
M46坦克可說是M26坦克的動力升級版，兩者的外表幾乎相同，其中很多M46坦克甚至是由M26坦克進一步改進而成。

## 研發簡史
第二次世界大戰之後，大多數的美國陸軍裝甲部隊皆混合操作M4雪曼戰車與M26潘興戰車。其中雖然M26戰車比M4戰車擁有更佳的火力與防護力，但由於該型戰車原始設計為重型戰車，卻使用與M4A3相同的引擎，就戰車的推重比與可靠度來說都非常靠不住。
自1948年1月開始，美軍開始研製M26翻整工程，主要為動力組件汰換，代號為M26E2；M26E2使用的發動機是T30重型坦克配備的AV1790-3汽油引擎、變速箱則是T29重型坦克使用之CD-850-1液壓自動變速箱；雖然兩款重戰車美軍沒有採納，但是它們測試的動力系統得到美軍認可，作為翻整M26的主要技術。1948年5月，M26E2出廠運交亞伯丁實驗場測試，雖然一開始動力系統磨合仍有些問題待解決，但美國陸軍認為這項計畫成果值得肯定。除了改良動力設備，原先美軍希望在M26E2上裝配威力更強的T54式90公厘戰車炮，但牽涉到之改良過於繁複，最後仍決定先以現用之M3戰車炮改良增裝排煙器，更深層的理由，是美軍當時找不到一個需要更強穿甲力才可應付的棘手目標，因此新主砲的開發便遭推延。
1948年中，國際局勢趨於惡化下，美國政府感受到可能的變局，因此提高新型戰車的預算撥付優先序位；得到額外預算的美國陸軍軍械局以T40的代號增產10輛新型戰車原型，這些原型戰車主要用途是完成M26E2沒實施的動力艙重新設計，T40二號原型車在1949年8月2日出廠、三號原型車在9月8日出廠，其餘的原型車在1949年完成，撥交給亞伯丁測試場實施測試；但1949年7月30日美軍即搶先將T40正式命名為M46中型戰車，並在1949年決定翻新800輛M26戰車；原定計畫希望在1950年繼續翻修1,215輛M26至M46標準。
1949年11月，第1輛翻修出廠的M46量產車撥交亞伯丁測試場測考，所有測考直到1950年6月結束；在1950年6月時，美軍已翻整了319輛M46。韓戰爆發後，美軍評估需保留一定餘額的M26車體作為戰損補充，因此中止原訂之1950年翻修計畫。在吸納韓國戰場的相關經驗，第二批次的M46才在1951年2月重開，該批翻修車輛規模只有360輛，為與第一批作區隔，1951年的翻修車代號為M46A1；M46A1使用AV-1790-5B發動機、CD-850-4變速箱，較高安全性的冷卻用潤滑油、更有效的剎車與車內消防設備，及重新鋪設之車內配線與駕駛面板。

## 實戰

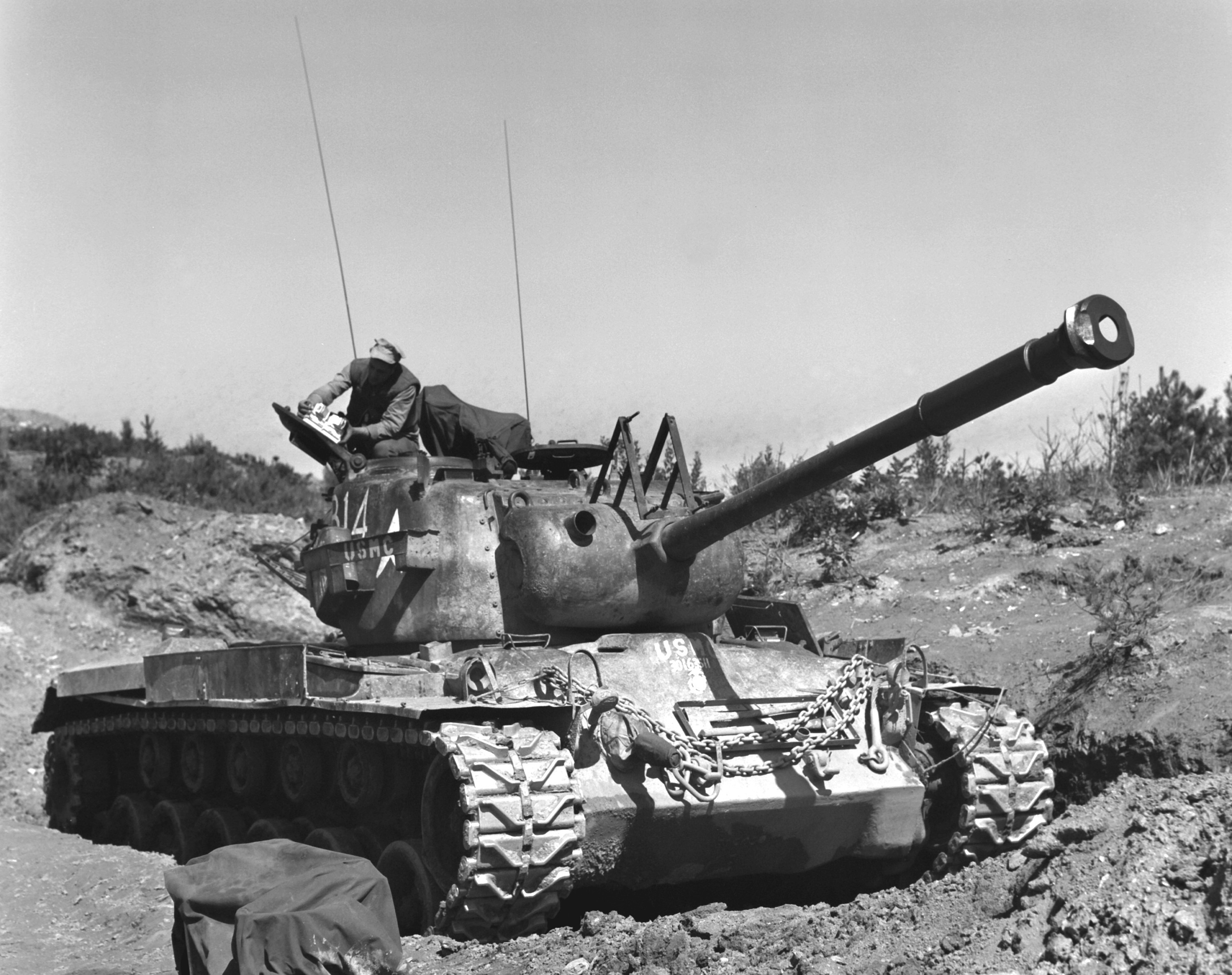
朝鲜战争时期的M46

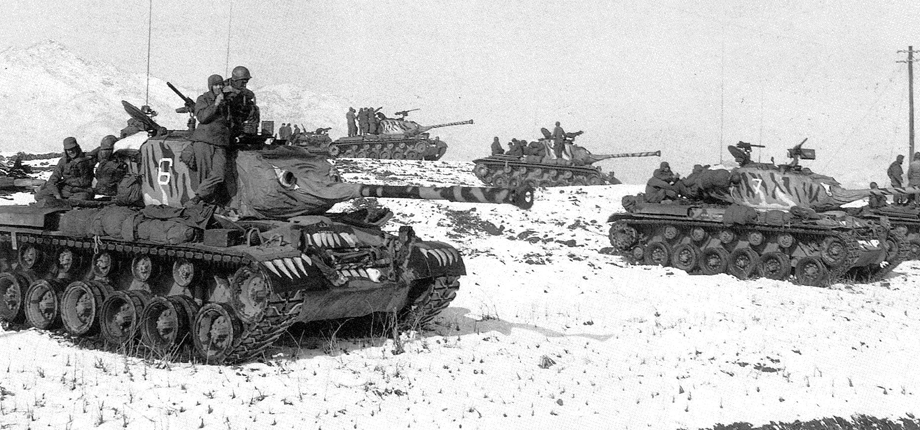
朝鮮戰爭時的美軍M46坦克被塗上虎紋

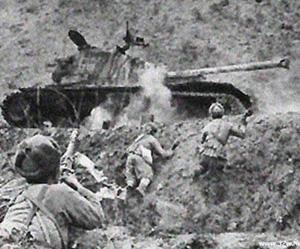
朝鲜战争期间中国人民志愿军战斗小组攻击美军M46巴顿坦克

M46唯一參加過的美軍戰役是1950年代的韓战。1950年8月8日，首批隸屬於第6戰車營的M46戰車抵達南韓釜山，直接撥交給第八軍團投入釜山防衛戰。這批戰車在當時並無直接和朝鮮人民軍裝甲武力交手，稍後在8月13日，由美國第2步兵師下屬之第64戰車營也配備M46戰車增援。在1950年10月22日，第6戰車營的北伐過程中遭遇一支由8輛T-34-85、1輛SU-76組成的朝鮮人民軍戰車連，隨即以無損失的代價將這股小部隊殲滅，證明M46的性能超過朝鲜所持有的裝甲武力。於1950年底，200輛M46巴頓戰車已部署于朝鲜战场，大約佔當時美國戰車總數的15%。除了這些翻新過後的M46巴頓戰車外，當時朝鲜戰場上仍有679輛M4A3與M4A3E8谢尔曼戰車，309輛M26潘興與138輛M24霞飛輕型戰車在奮戰著。M46與M46A1巴頓戰車的逐步抵達戰場使美軍在1951年能將剩下的M26戰車撤離戰區，並重新整備其他配備M4A3戰車的單位。
除了美軍之外，極少量的M46戰車被軍援給部分歐洲國家作為訓練之用，以方便日後轉換使用M47型戰車。這些國家包括比利時、法國與義大利。它們除了被用來訓練戰車乘員之外，也被用作訓練維修人員之用。

## 發展型號
- M26E2/M46 - 改用大陸機械V-12引擎與差速傳動箱的M26/A1潘興戰車，排氣管位置亦有所更動。本車使用與M26A1相同的M3A1 90mm主砲。[來源請求]
- M46A1 - M26E2的量產改進版本，改善範圍包括煞車、冷卻與滅火系統。同時也採用新式的電子裝備，以及AV-1790-5B引擎與CD-850-4變速箱。
- M46工兵戰車 - 加裝M3推土鏟套件的M46戰車[4]。

## 使用國家
- 比利时
- 法國
- 義大利
- 美国
- Template:???